# Auferstehungskathedrale (Narva)

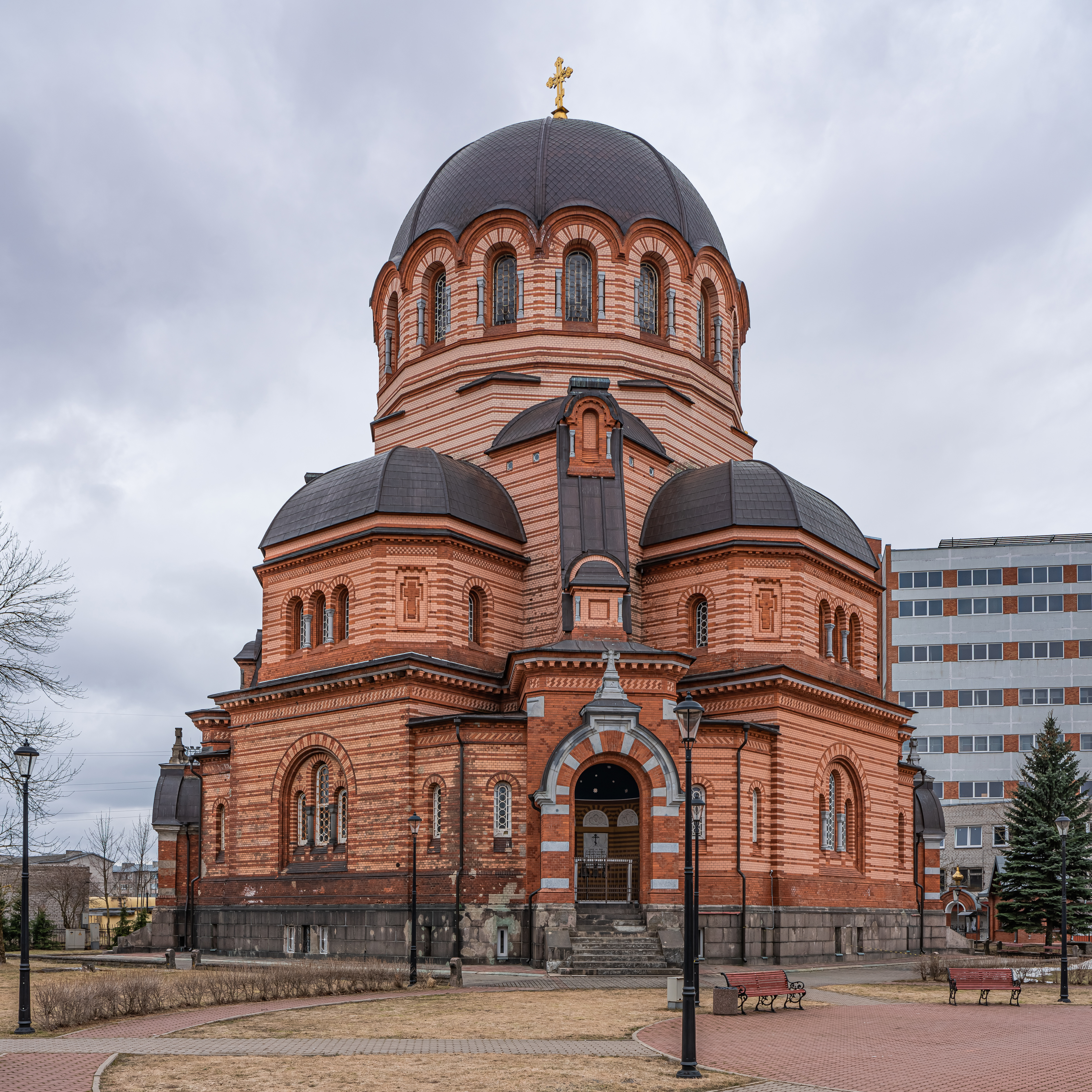
Die „Kathedrale der Auferstehung des Herrn“ in Narva

Die Auferstehungskathedrale von Narva ist die russisch-orthodoxe Hauptkirche in der drittgrößten estnischen Stadt.

## Geschichte
Die Auferstehungskathedrale von Narva (estnisch Narva Issanda Ülestõusmise peakirik, russisch Нарвский Воскресенский кафедральный собор) entstand in den Jahren 1890 bis 1898.
Offizieller Baubeginn war am 5. August 1890 mit der Grundsteinlegung unter Anteilnahme des russischen Zaren Alexanders III.
Die feierliche Einweihung der Kirche fand am 17. November 1896 statt. In der Kirche finden 2.000 Gläubige Platz. 
Das Narvaer Textilunternehmen Kreenholm, eine der größten Baumwollspinnereien im damaligen Russland, unterstützte den Bau finanziell. Die Kathedrale lag inmitten der Kreenholmgebäude, die ebenfalls der Architekt der Kathedrale, Paul Alisch, errichtet hatte. Das orthodoxe Gotteshaus war vor allem für die Arbeiter der Textilmanufaktur geplant.
Die Auferstehungskathedrale findet ihr Pendant in der nahegelegenen lutherischen Alexanderkirche, die in den Jahren 1881–1884 errichtet wurde. Die beiden zur selben Zeit entstandenen großen Kirchenbauten unterstreichen die Verbindungslinien von Ost und West, die in Narva zusammentreffen.

## Bau
Der Entwurf im neobyzantinischen Stil stammt von dem Architekten Paul Alisch. Es ist der einzige neobyzantinische Sakralbau in Estland.
Der Zentralbau hat den Grundriss eines griechischen Kreuzes. Die Höhe der monumentalen Kuppel beträgt 40 m und sie hat einen Durchmesser von 21,5 m. An der Westseite befindet sich ein 28,5 m hoher Glockenturm.
Die dreigeteilte, vergoldete Ikonostase mit ihren Ikonen ist eine Arbeit der Werkstatt von Michail Dikarew aus Moskau. Ein geschnitztes Kruzifix aus dem 17. Jahrhundert stammt wahrscheinlich von dem Meister Elert Thiele aus Tallinn.

## Kirchengemeinde
Die Kirche und die Kirchengemeinde unterstehen heute der Estnischen Orthodoxen Kirche des Moskauer Patriarchats (Moskva Patriarhaadi Eesti Õigeusu Kirik). Über 90 Prozent der Einwohner Narvas sind heute russischsprachig. Ein Großteil gehört der russisch-orthodoxen Kirche an.

## Bilder

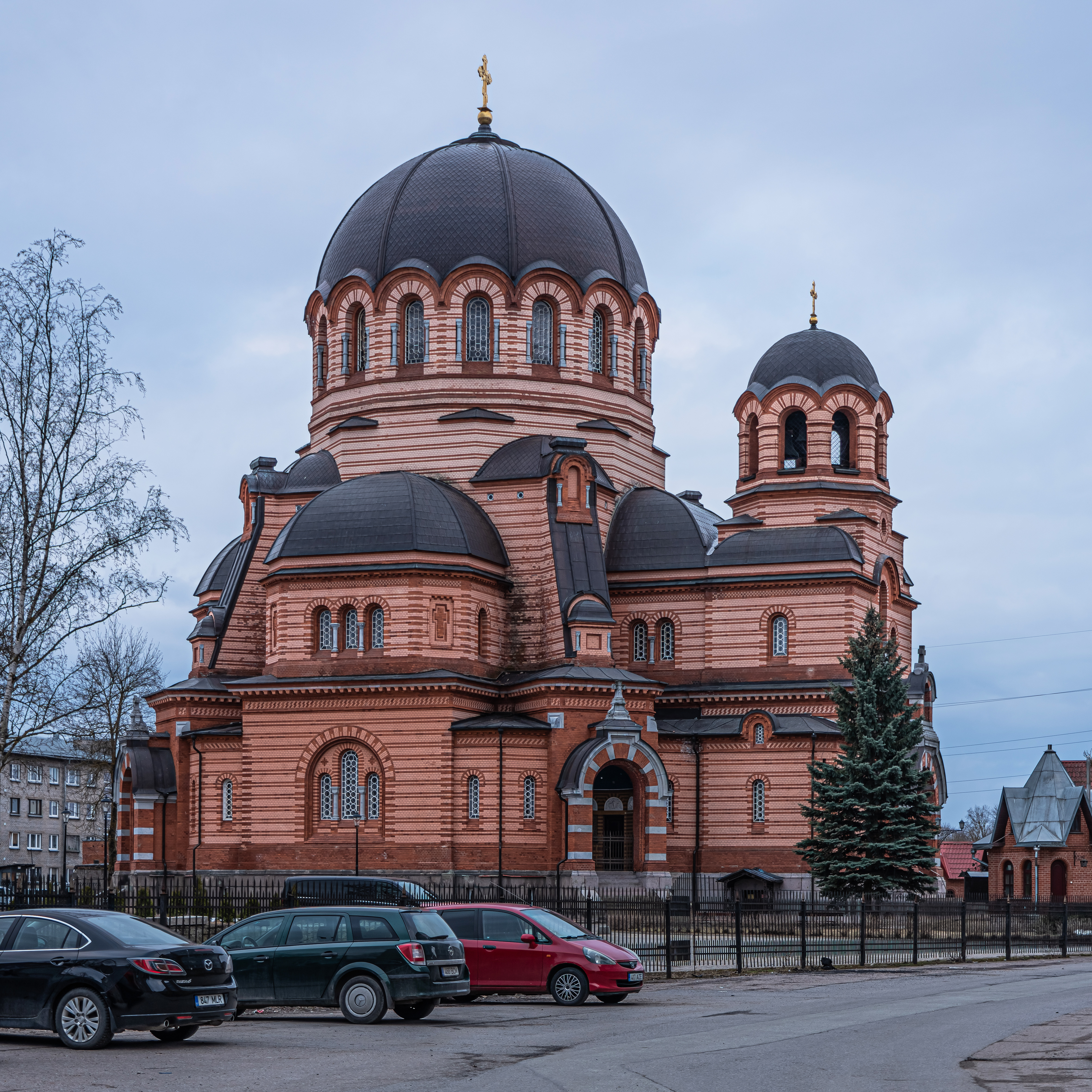
Straßenfassade
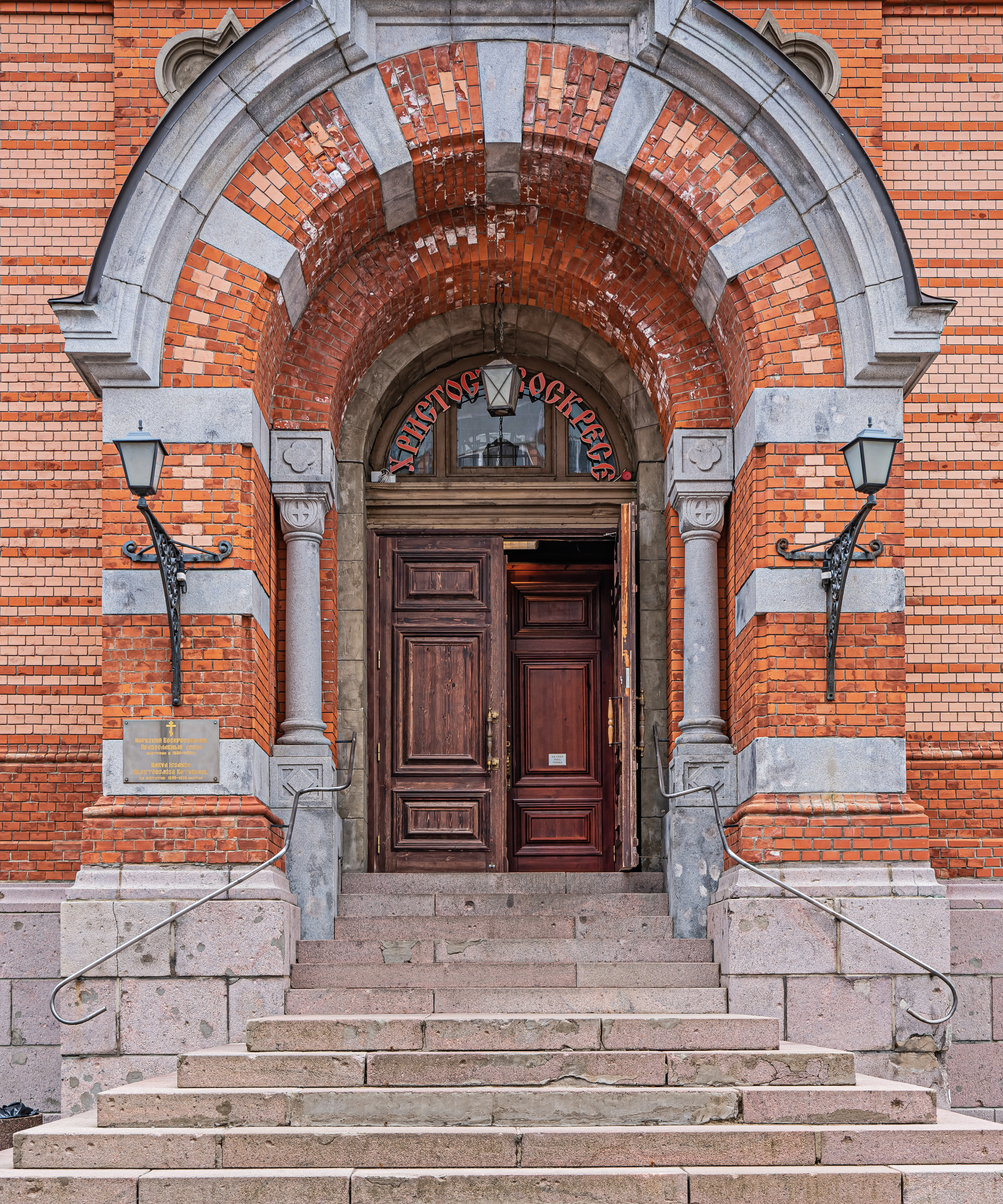
Eingangsportal
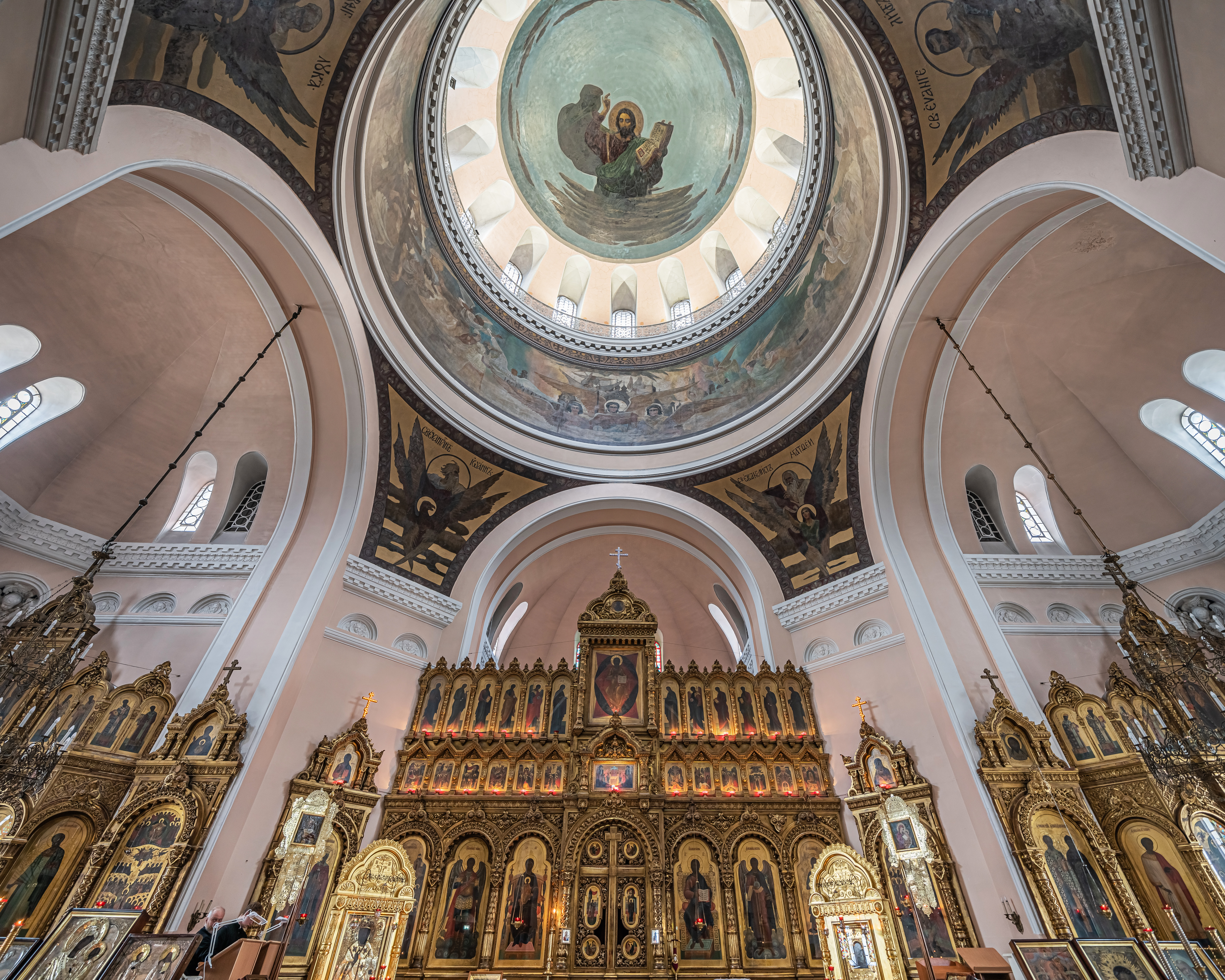
Interieur mit Gewölbe
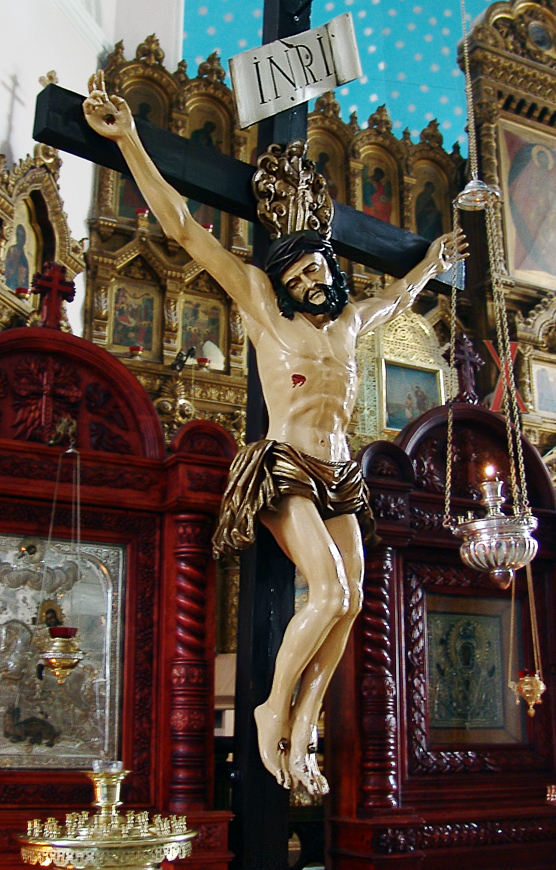
Christus am Kreuz
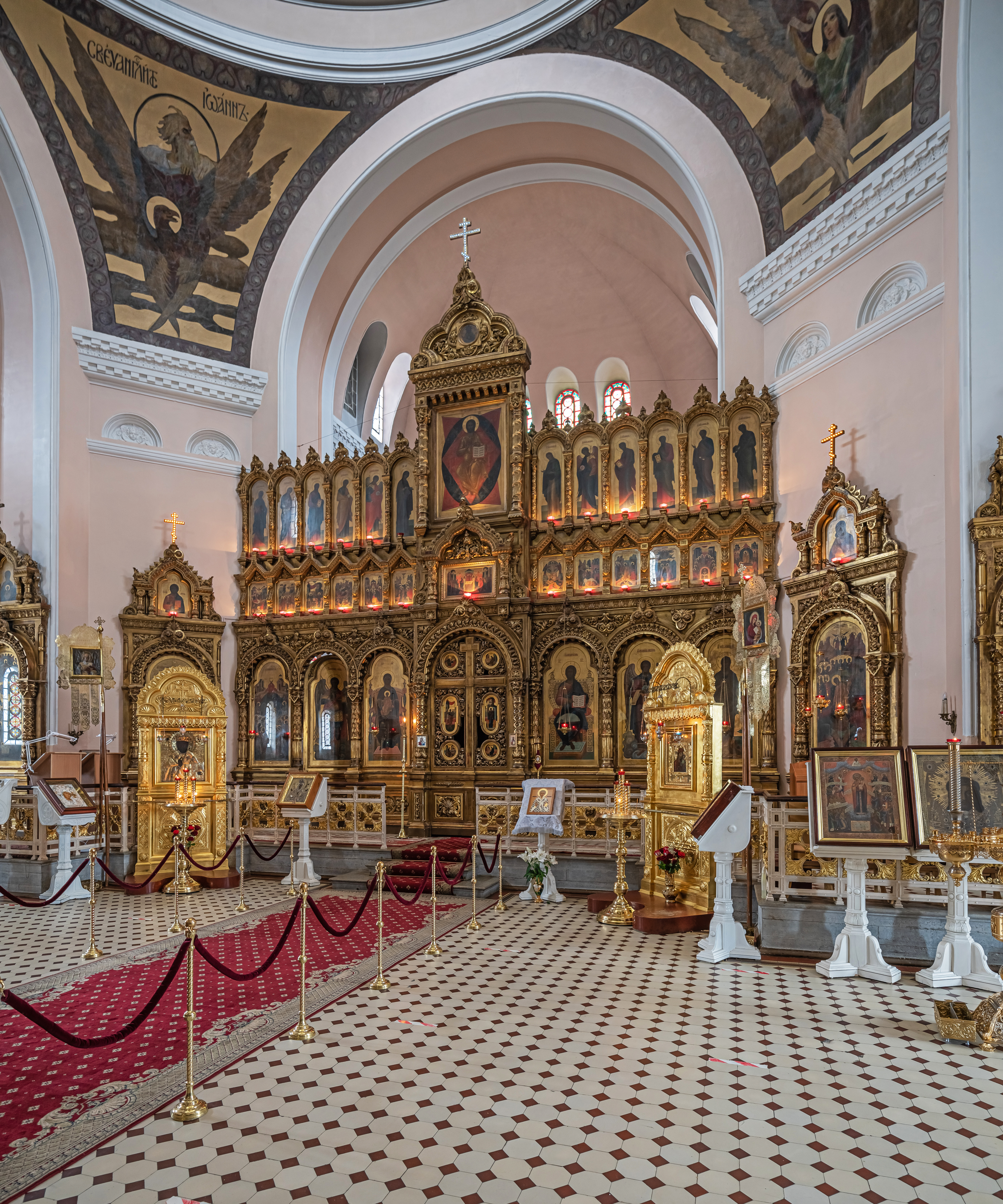
Die Ikonostase